# 度天隊長
度天队长（英語：  Dr. Tin）是香港天文台的吉祥物，於2013年推出，也是天文台一系列吉祥物「天气家族」（the Weather Family，還包括 太陽小子Sunny、清風姐姐Phoebe、紫外妹妹Violet、雷電仔仔Break、雲寶寶Cumulus、雨點BB Didi、寵物霧Sponge）的主角，任务是向香港市民传播正确的气象知识。 「度天」一名有「测量天气、觀察天文」的意思。